# تيري ميتشيل
تيري ميتشيل (بالإنجليزية: Terry Mitchell)‏ هو لاعب اتحاد الرغبي نيوزلندي، ولد في 11 سبتمبر 1950 في Tākaka ‏ في نيوزيلندا.